# Mateusz Mróz
Mateusz Mróz (* 9. Januar 1980 in Leszno) ist ein ehemaliger polnischer Radrennfahrer.

## Karriere
Mateusz Mróz begann seine Karriere 2001 bei dem polnischen Radsportteam Mróz-Supradyn Witaminy. In seinem ersten Jahr wurde er einmal Etappenzweiter bei der Japan-Rundfahrt. Auch im nächsten Jahr wurde er dort wieder Zweiter. 2003 wechselte er für drei Jahre zu Amore & Vita-Beretta. In seinem letzten Jahr dort wurde er Vierter beim Giro del Lago Maggiore. Von 2006 bis 2008 fuhr Mróz für das polnische Continental Team CCC Polsat und gewann 2007 die Eintagesrennen Prix de la Ville de Nogent-sur-Oise und Puchar Uzdrowisk Karpackich sowie 2008 Majowy Wyscig Klasyczny-Lublin und eine Etappe des Course de la Solidarité Olympique. 2009 gewann er für Mróz Continental Team eine Etappe der Bałtyk-Karkonosze Tour. Nach der Saison 2010 beendete er seine aktive Laufbahn.

## Erfolge
2007
- Prix de la Ville de Nogent-sur-Oise
- Puchar Uzdrowisk Karpackich

2008
- Majowy Wyscig Klasyczny-Lublin
- eine Etappe Course de la Solidarité Olympique

2009
- eine Etappe Bałtyk-Karkonosze Tour

## Teams
- 2001 Mróz-Supradyn Witaminy
- 2002 Mróz
- 2003 Amore & Vita-Beretta
- 2004 Amore & Vita-Beretta
- 2005 Amore & Vita-Beretta-Polska
- 2006 CCC Polsat
- 2007 CCC Polsat-Polkowice
- 2008 CCC Polsat-Polkowice
- 2009 Mróz Continental Team
- 2010 DHL-Author